# Imen Wesleti
Imen Wesleti es una deportista tunecina que compitió en taekwondo. Ganó una medalla de plata en el Campeonato Africano de Taekwondo de 2010, en la categoría de –53 kg.

## Palmarés internacional
| Campeonato Africano | Campeonato Africano | Campeonato Africano | Campeonato Africano |
| Año                 | Lugar               | Medalla             | Categoría           |
| ------------------- | ------------------- | ------------------- | ------------------- |
| 2010                | Trípoli (Libia)     | Medalla de plata    | –53 kg              |